# Mikhaïl Zavadski
Pour les articles homonymes, voir Zavadski.
Mikhaïl Zavadski (en russe : Михаи́л Ромуа́льдович Зава́дский, né le 2 novembre 1848 à Elisavetgrad et décédé en 1926) est un pédagogue, philologue, linguiste et politicien ukrainien.
Diplômé de la faculté d’Histoire et de Philologie de l’université de Novorossisk (Odessa) en 1870, il devient enseignant en 1871 à Elisavetgrad, où il est ensuite directeur de l’école rurale dont il est l’un des fondateurs.
Il a publié et été éditeur de la revue Bulletin pédagogique (Педагогический Вестник) de 1881 à 1883.
En 1901, il est envoyé dans le Caucase où il devient commissaire de district des écoles. Il publie plusieurs ouvrages sur les langues caucasiennes. Il a écrit la première grammaire mingrélienne.